# Sauce madère
La sauce madère est une sauce faite à base de madère, d'échalotes, et de beurre. Elle convient idéalement pour accompagner de la langue, du jambon cuit, des rognons, du gibier et des viandes, saisies ou cuites au bouillon.

## Historique
En 1903, un jambon d'York sauce madère est servi lors d'un banquet offert par le prince Albert de Belgique. Sept ans plus tard, toujours en Belgique, une sauce madère est proposée en accompagnement d'un aloyau pommes château, lors d'un lunch servi aux membres d'un congrès médical. Dans les années 1950, la langue de bœuf sauce madère était au menu de tous les repas de mariage en Belgique.

## Ingrédients
Outre le madère, cette sauce nécessite pour sa confection des petits champignons, des échalotes, du bouillon, de la farine, du beurre, des fines herbes (persil, cerfeuil, estragon, ciboulette), un bouquet garni, du sel et du poivre.

## Utilisation
C'est une sauce très prisée dans la gastronomie belge, où elle pare langues de bœuf, de mouton ou de porc. L'utilisation de champignons des bois la rend parfaite pour accompagner le gibier. Elle s'accorde idéalement avec des rognons et des viandes cuites au bouillon. Au Québec, où elle est très populaire, il existe même un club steak sauce madère.
Dans les montagnes neuchâteloises, en Suisse, une spécialité populaire porte le nom de « jambon madère ». La sauce utilisée pour accompagner le jambon cuit roulé est à base de madère mais rallongée de crème et parfois accompagnée de fromage. Le plat est généralement cuit au four. On peut penser que l'origine de ce plat est une déclinaison moins onéreuse des plats de gibier sauce madère, historiquement prisés par la bourgeoisie du canton. Une autre hypothèse serait que le vin de Madère, apporté par l'immigration portugaise, serait venu s'ajouter à la liste des ingrédients du jambon à la crème. Le jambon de montagne et la crème sont des ingrédients produits dans les fermes des Franches montagnes, plus accessibles que le gibier pour la population ouvrière du Locle et de La Chaux-de-Fonds. Le Madère est quant à lui couramment vendu dans les épiceries portugaises depuis l'établissement de la population ouvrière portugaise dans la ville.
Au XXIe siècle, le jambon madère est devenu un classique des cantines scolaires du haut du canton de Neuchâtel. Il est généralement accompagné de pâtes.